# Gröna citadellet i Magdeburg

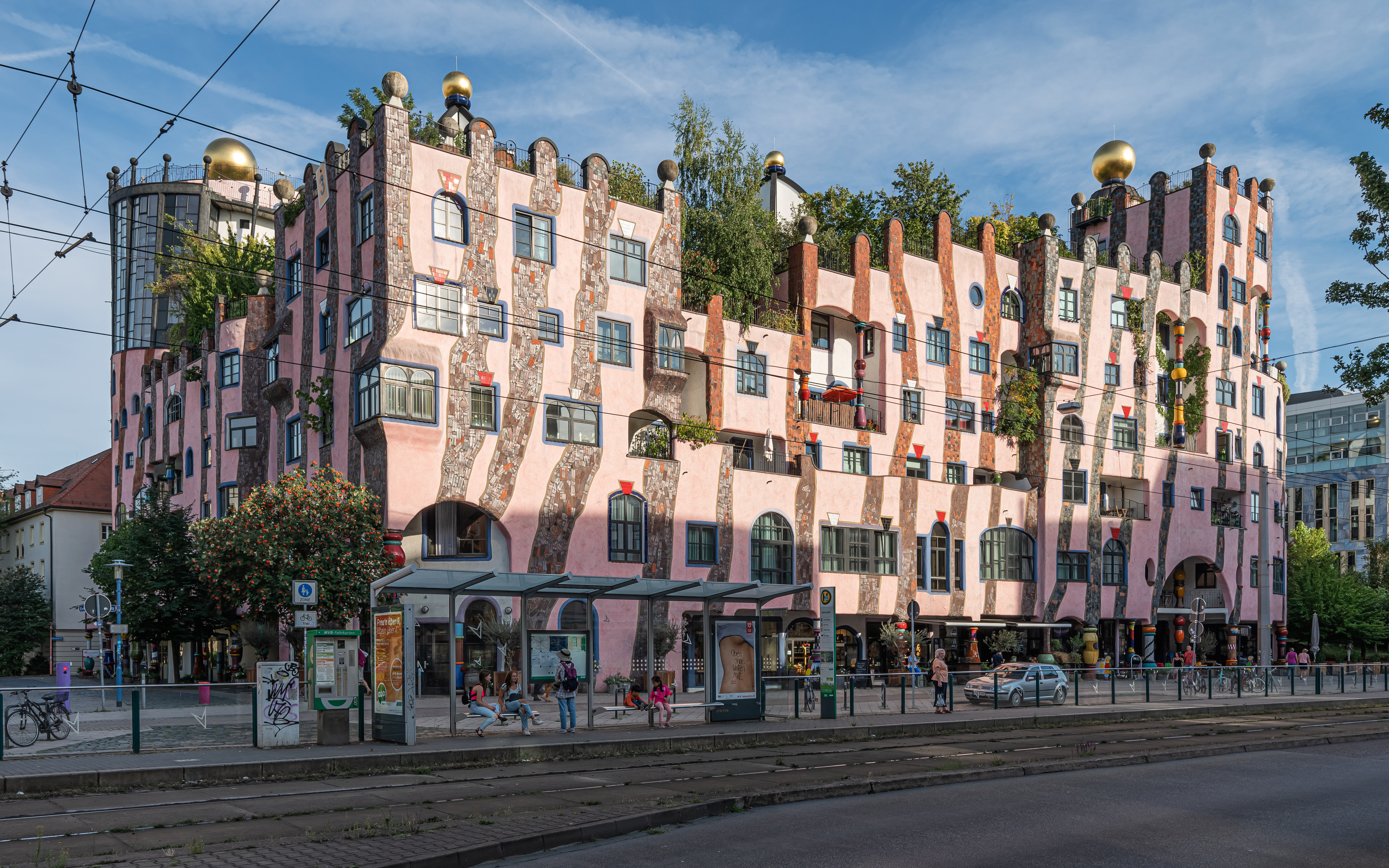
Gröna citadellet.

Gröna citadellet är ett byggnadsverk formgivet av Friedensreich Hundertwasser och projekterat av Peter Pelikan och Heinz M. Springmann. Det ligger i Magdeburg och färdigställdes 2005. Det var det sista projektet som Hundertwasser arbetade på före sin död. Huset ligger i stadskärnan, strax intill Magdeburgs domkyrka och delstatsparlamentet, något som gjorde byggandet omstritt.

## Historik
På den tomt där detta Hundertwasser-hus nu står fanns tidigare en byggnad från DDR-epoken. Relativt snabbt hade denna monterats ihop till något funktionellt med hjälp av redan gjutna betongplattor. 1995 kom så en gammal medlem av den lokala byggnadsnämnden med ett förslag. Han föreslog att Hundertwasser skulle omforma det befintliga betonghuset till ett Hundertwasser-hus, så som han hade gjort på andra platser, med andra byggnader. Hundertwasser nappade på idén. Senare beslutades dock om rivning av betongklumpen och ett helt nytt bygge i stället. Detta gav större utrymme åt formgivningen.

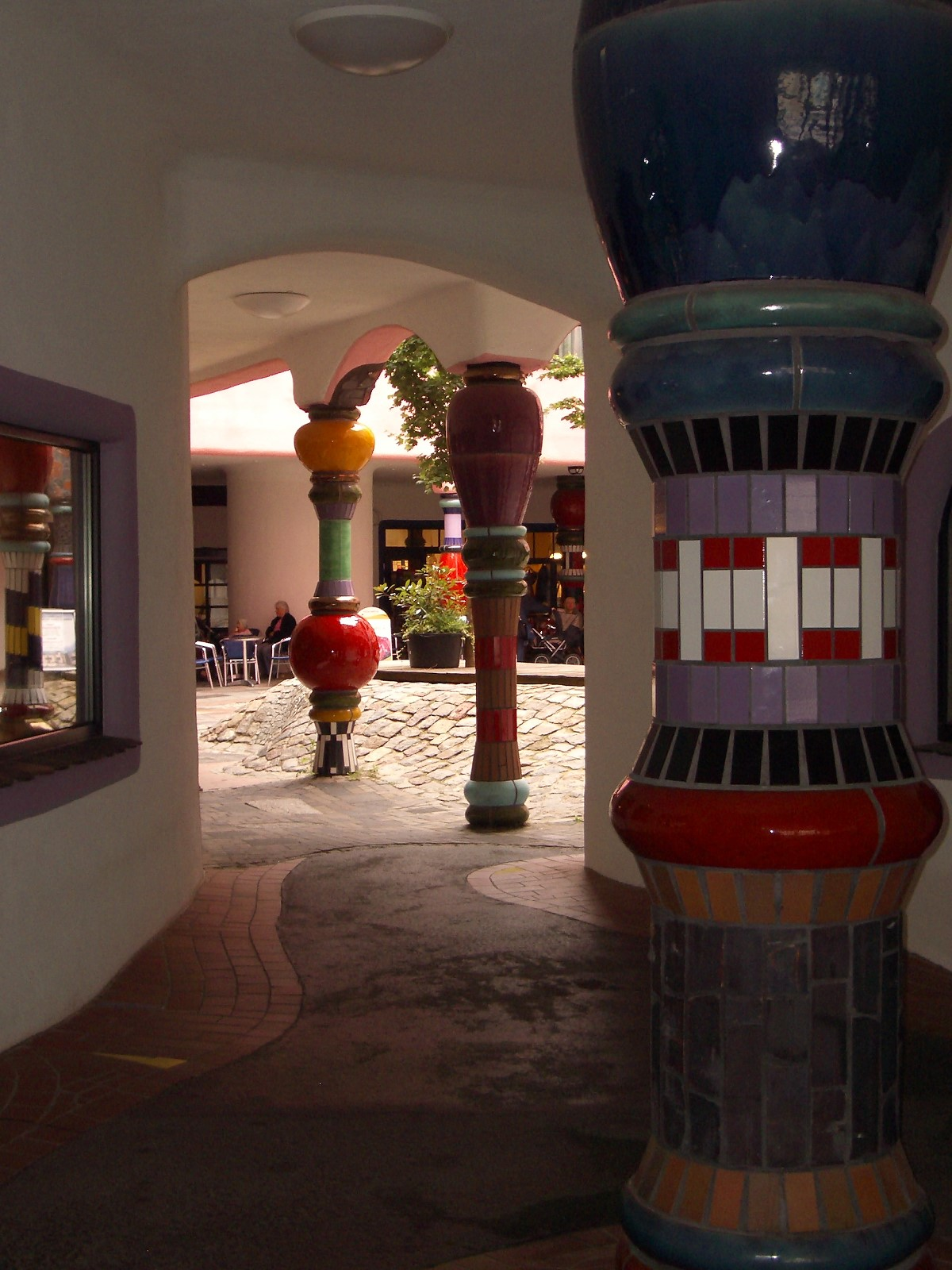
Mot en av innergårdarna.

## Användning
På nedre botten ligger ett flertal affärer, ett kafé, en restaurang och en särskild Hundertwasser-butik, där upplysningar om konstnären också finns att få. Vidare rymmer byggnaden en teater, ett hotell, ett daghem och en vaktmästarexpedition. Men övervägande delen av huset utgörs av lägenheter.

## Särdrag

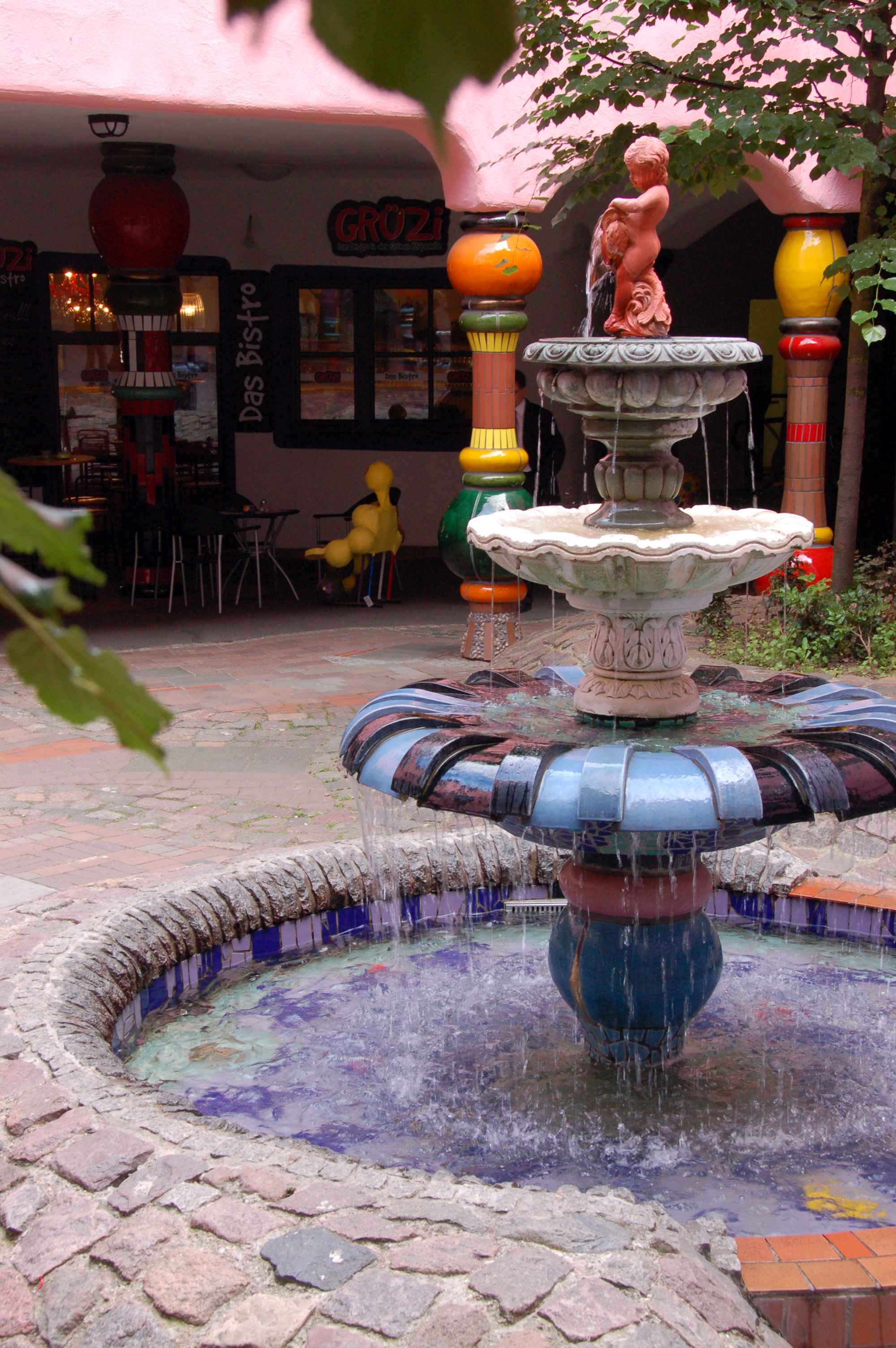
Springbrunnen.

- Det gröna citadellet är uppfört runt två innergårdar, den större har en springbrunn.
- Tittar man ut genom fönstret ser man inte två fönster med samma form.
- Det gröna taket är mestadels gräsbevuxet, vilket förklarar byggnadens namn.
- Byggnaden härbärgerar ett stort antal träd. Några är planterade på taket, några har rotat sig på våningarnas ytterväggar. Dessa så kallade "trädhyresgäster" (Baummieter [1]) pysslas om av övriga hyresgäster.
- Efter färdigställandet bör i möjligaste mån inga fler ingrepp göras vad gäller husets yttre. Genom trädens växande och förbleknandet av ytterfärgen, etc. kommer huset även att förändras och rimligtvis förmedla en känsla av ålder.
- Hyresgästerna har rätt att utforma fasaden runt sina fönster så långt arm och pensel räcker. Hittills har denna rättighet inte utnyttjats av någon.
- I ett räcke på den mindre innergården har några verktyg som hantverkarna använde när de arbetade på byggnaden symboliskt monterats in.

## Galleri

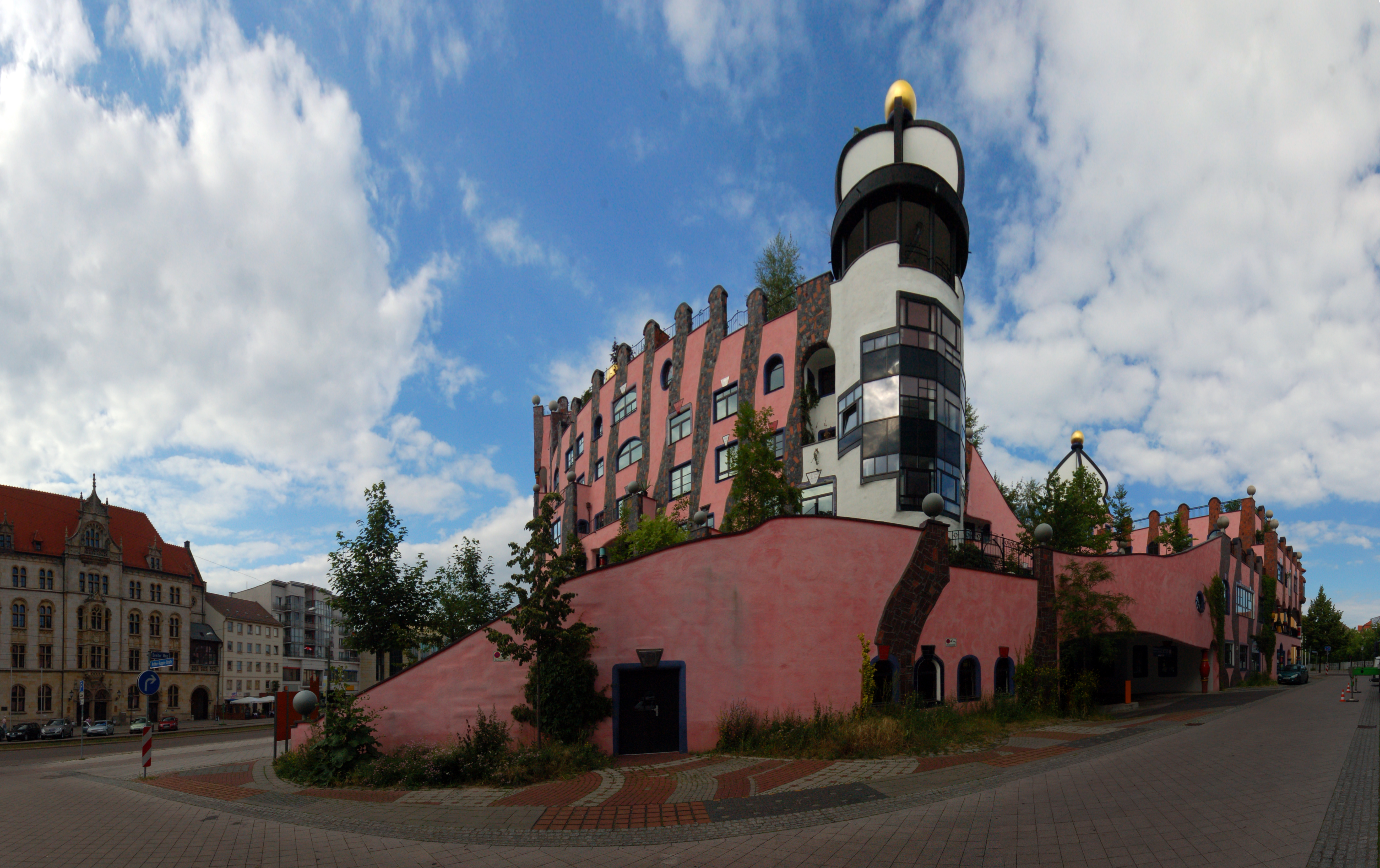
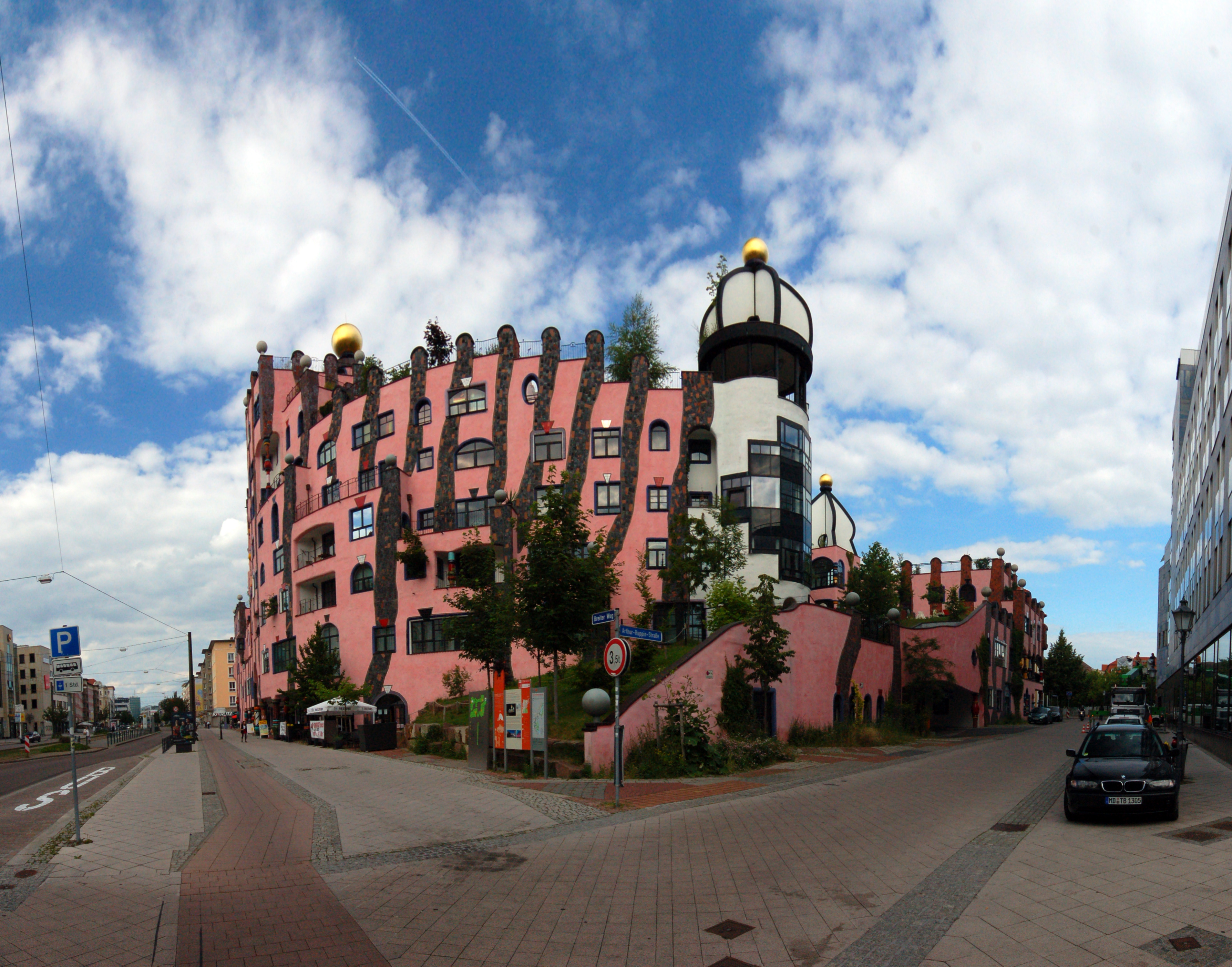
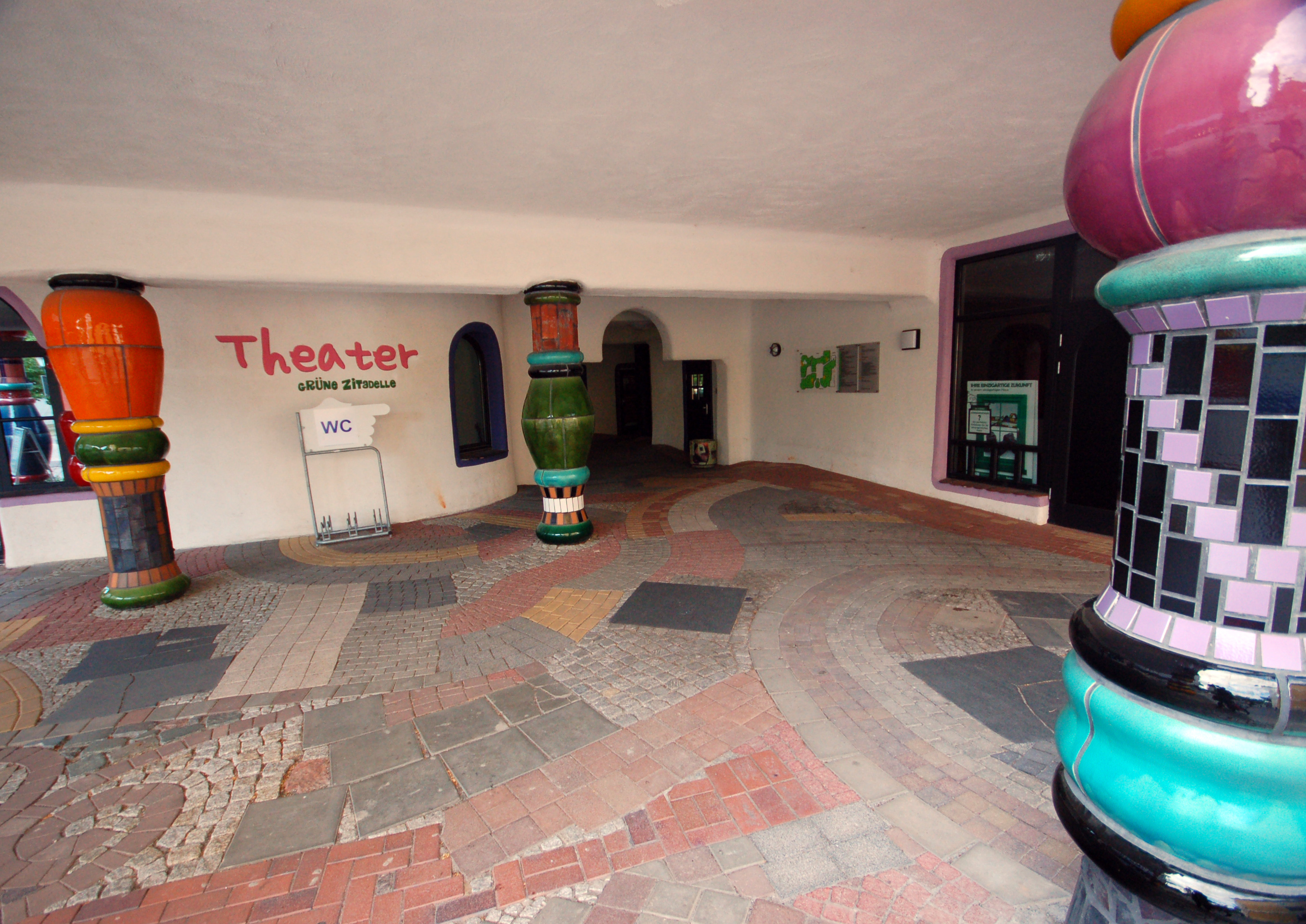
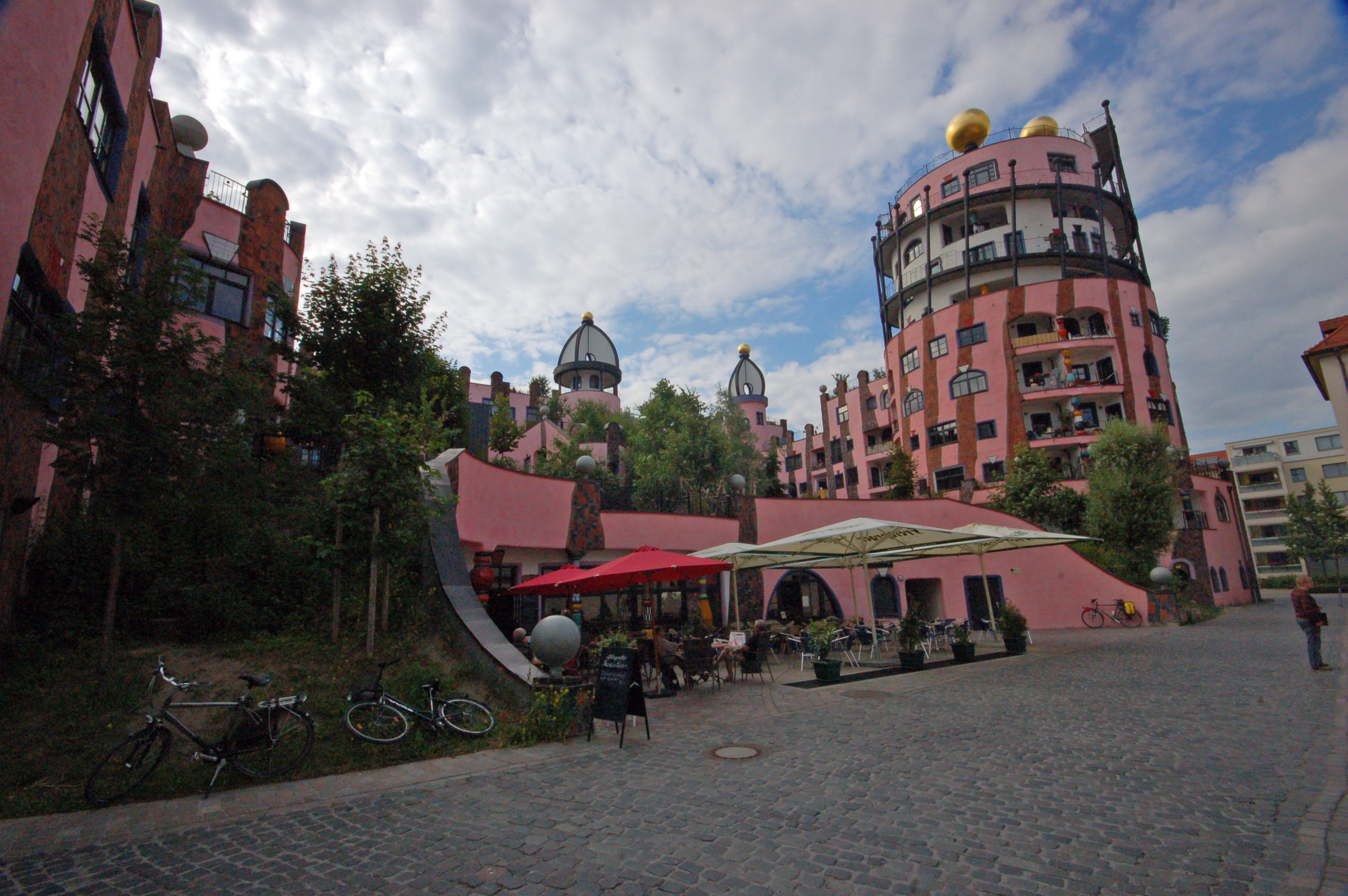
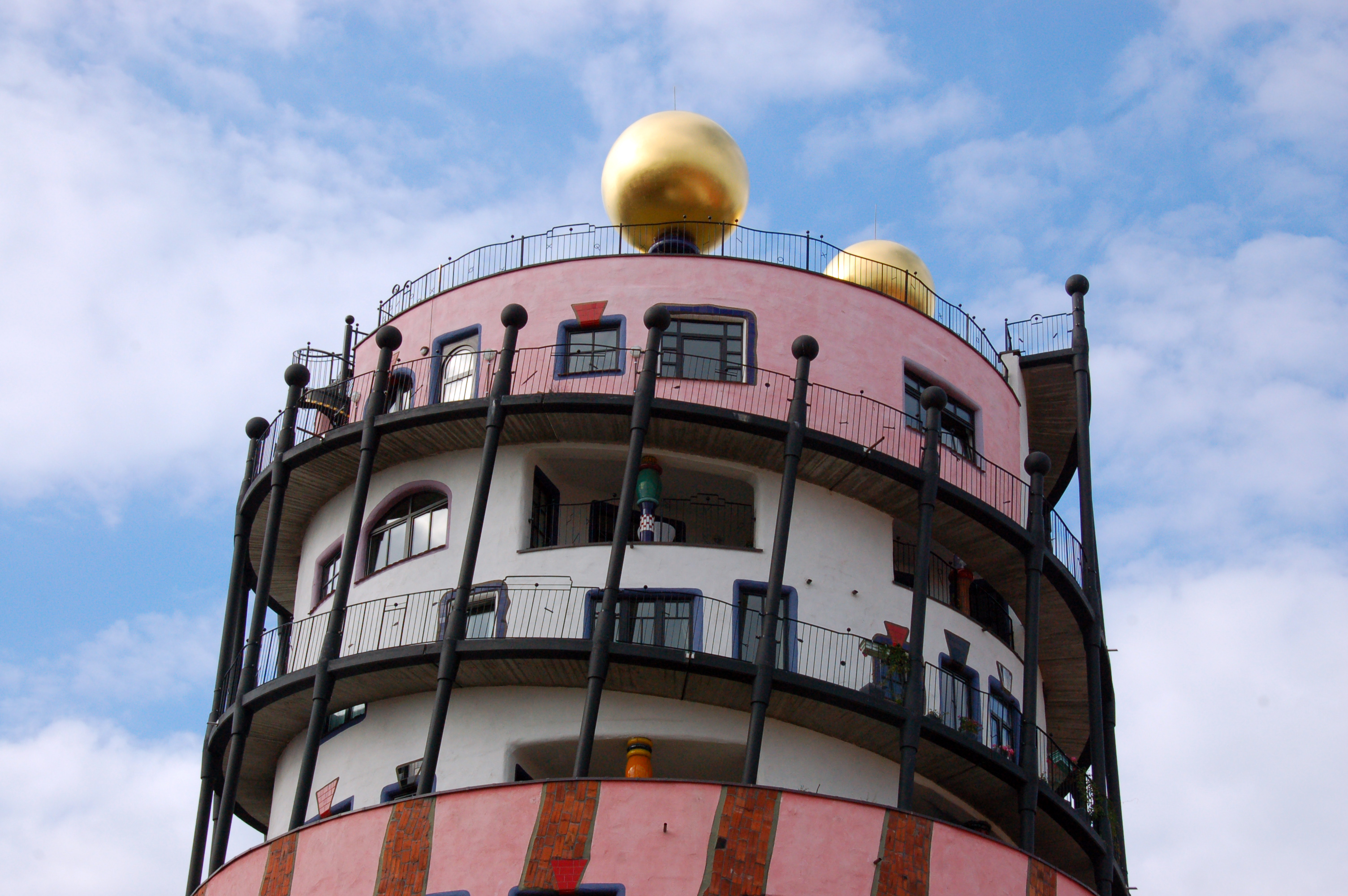
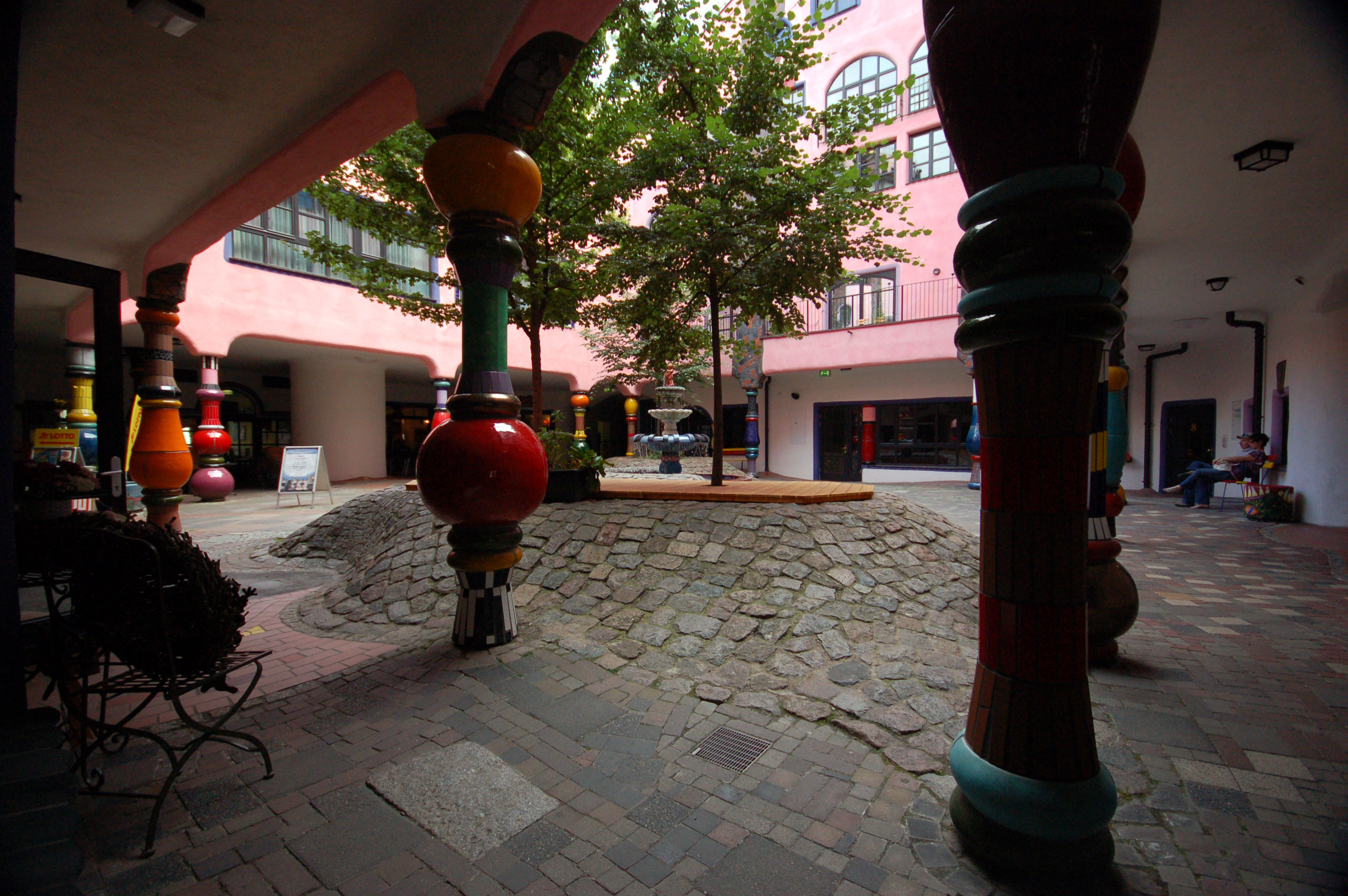
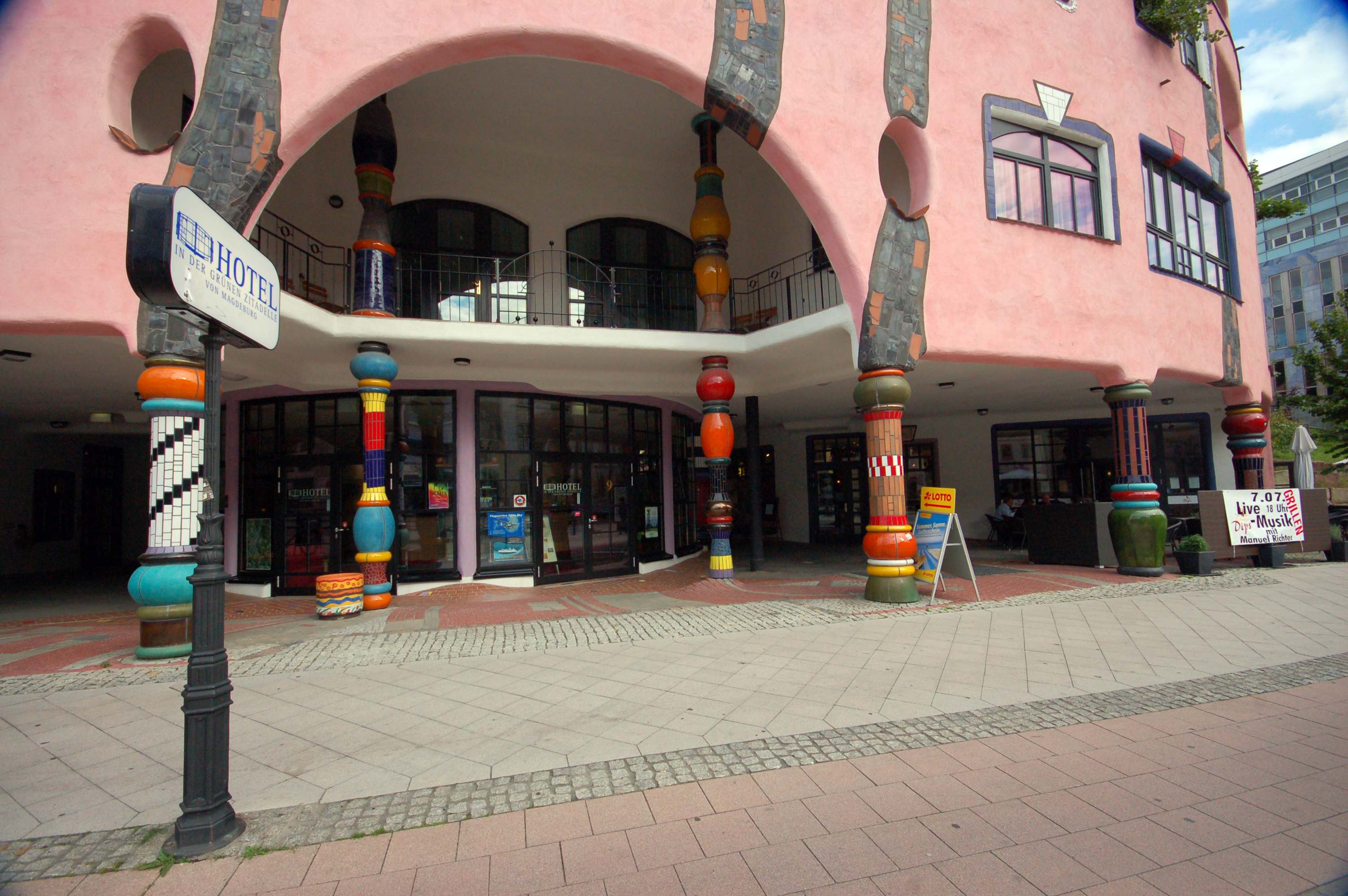
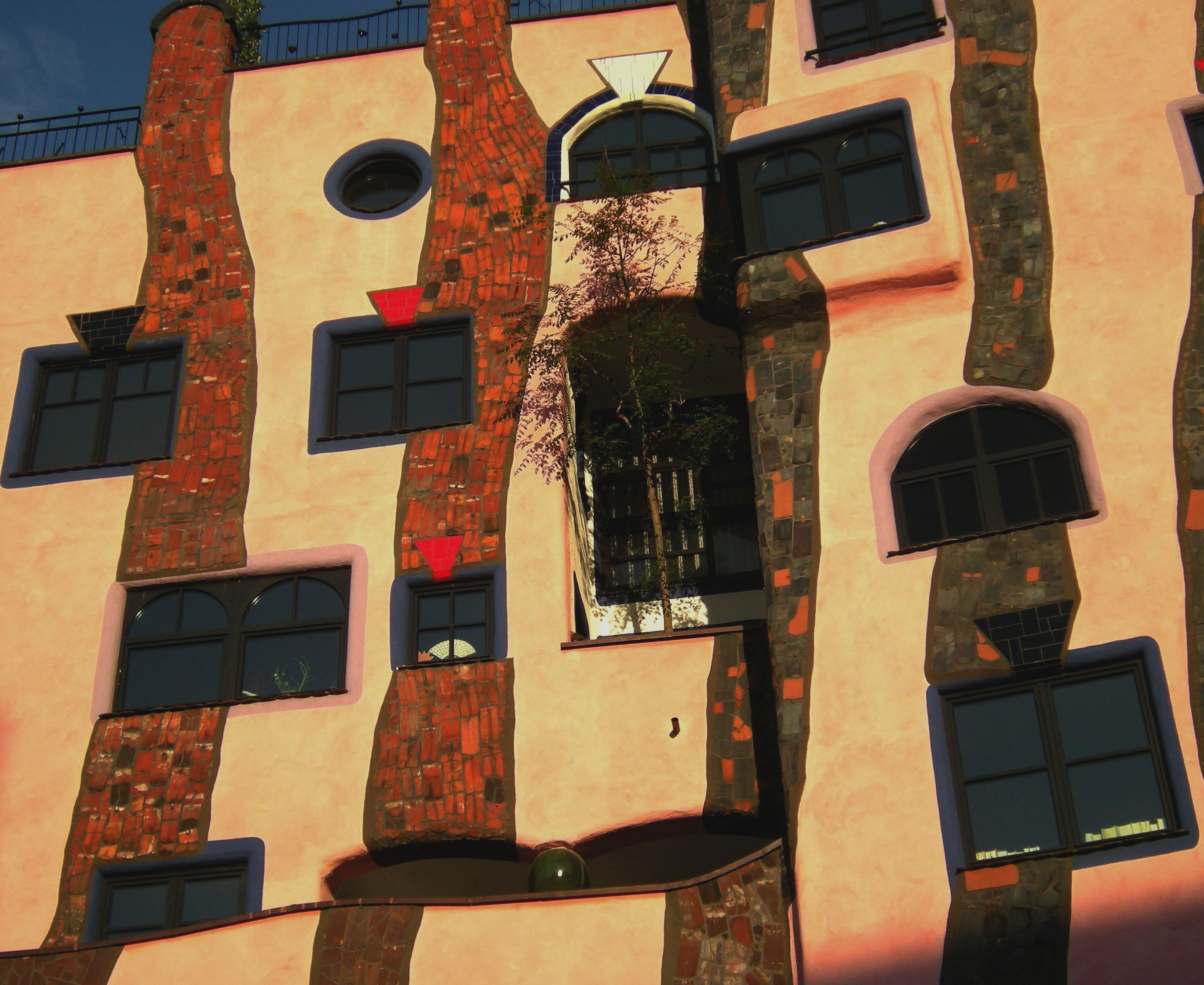